# Józef Siedlik
Józef Siedlik (ur. 16 stycznia 1939 w Łękawicy, zm. 23 października 2014 w Częstochowie) − jasnogórski organista, dyrygent i kompozytor.

## Życiorys
Urodził się 16 stycznia 1939 roku w Łękawicy, w parafii pw. św. Mikołaja jako syn Władysława i Albiny. Naukę gry rozpoczął w Sanktuarium Matki Bożej w Tuchowie u organisty Stanisława Czachora. Następnie uczył się w Salezjańskiej Szkole Organistowskiej w Przemyślu. Po ukończeniu tej szkoły pojechał na Jasną Górę, gdzie miał okazję gry na tamtejszych organach. Krótko po tym wydarzeniu otrzymał propozycję pracy jako organista w klasztorze oo. Paulinów na Jasnej Górze.
Pracę organisty rozpoczął w sierpniu 1959 roku. Został także akompaniatorem Jasnogórskiego Chóru mieszanego i męskiego. We wrześniu 1989 roku został mianowany dyrygentem Jasnogórskiego Chóru mieszanego im. Najświętszej Maryi Panny Królowej Polski. Chór ten prowadził przez 17 lat. Józef Siedlik komponował również pieśni, hymny i msze, które były wykonywane zarówno w Polsce jak i poza granicami kraju. Warto tu wymienić chociażby Polską Mszę Kolędową na chór mieszany czy Hymn Rodziny Różańcowej. Na potrzeby chóru skomponował blisko 20 utworów, a także ponad 100 utworów opracował.
Za jego kadencji usystematyzowano biblioteki woluminów chóralnych, a także zmodyfikowano repertuar. Józef Siedlik wprowadził więcej utworów najsłynniejszych światowych kompozytorów takich jak Mozart, Schubert, Bach i inni.
W 2009 roku Józef Siedlik obchodził złoty jubileusz pracy w sanktuarium Matki Bożej na Jasnej Górze.